# شعب كانادا

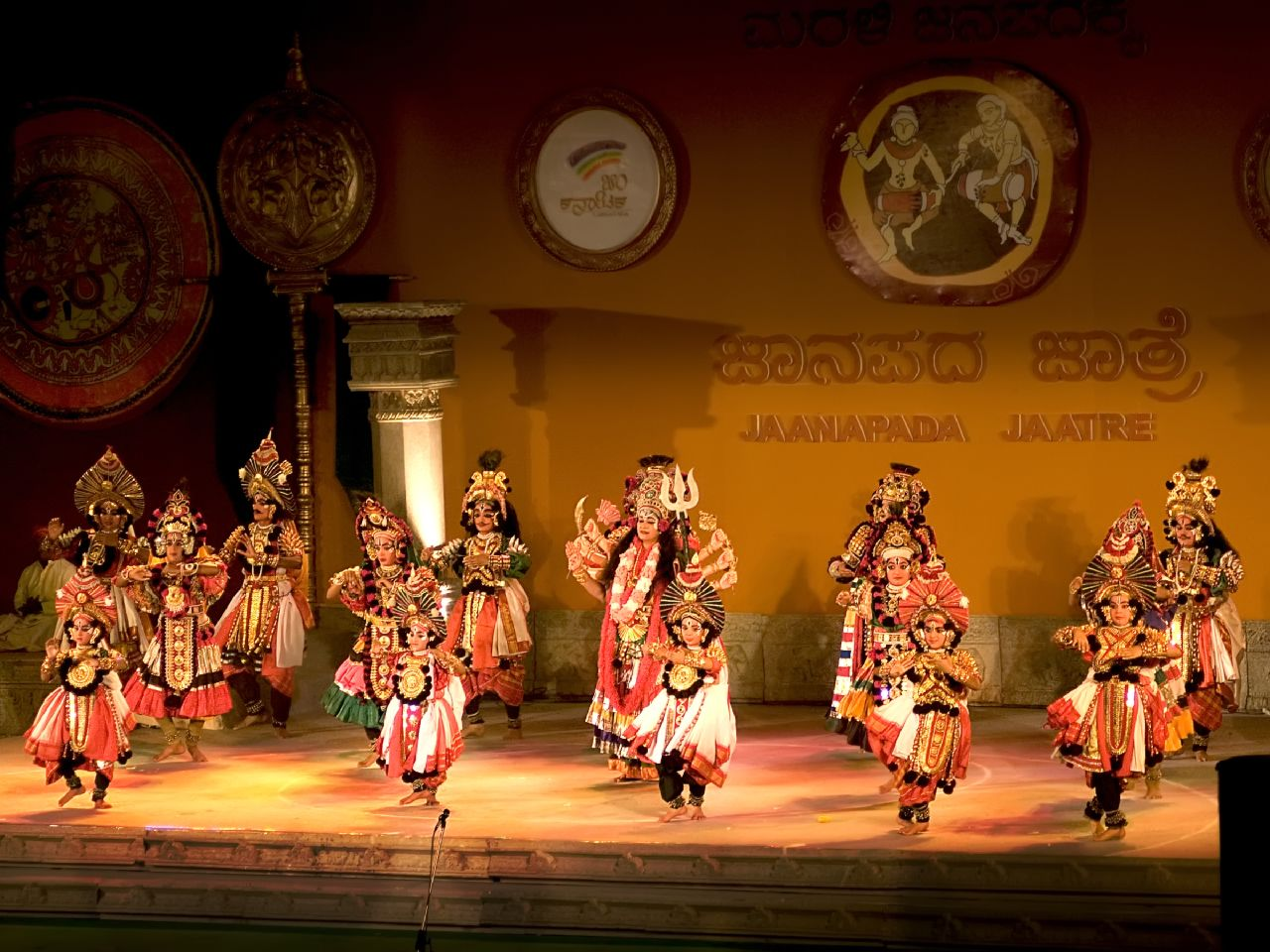

شعب كانادا أو كاناديغاس («كاناديغاس» مصطلح تم الحصول عليه بإضافة اللاحقة الإنجليزية «-إس» للحصول على الجمع. «كاناديغارو» هو صيغة الجمع من كانادا)، هم الشعب المتحدث بلغة كانادا وتعود أصولهم إلى ولاية كارناتاكا في الهند والمناطق المحيطة بها. تنتمي كانادا إلى عائلة اللغات الدرافيدية. توجد أقليات كبيرة من الكانادا في الولايات الهندية التي تشمل ماهاراشترا، وتاميل نادو، وأندرا براديش، وغوا، وولايات هندية أخرى. الكاناريز هو الاسم الإنكليزي البديل لكاناديغاس ضمن الأعمال التاريخية المعاصرة. تعتبر لغة الكانادا الحديثة من بين أكثر 30 لغة يتحدث بها منذ عام 2001.
توجد أدلة على وجود البشر في كارناتاكا حتى الألفية الثانية قبل الميلاد على الأقل، ويعتقد أنها كانت على اتصال بحضارة وادي السند. إن وجود قطع أثرية (مثل العملات المعدنية الرومانية) يظهر أن كارناتاكا كانت منخرطة في التجارة منذ القرن الأول قبل الميلاد. في القرن الرابع قبل الميلاد، كانت الأرض تحت حكم الماوريين، وكانت اليانية منتشرة بكثرة. بعد الماوريين، كانت أجزاء من كارناتاكا تحت حكم السلالات الحاكمة إما من عرق كاناديغا أو خارجه. كانت كادامباس وكالوكياس وراشتراكوتاس وهوليسالاس من بين العديد من الممالك الكبرى في كانادا والسلالات التي حكمت المنطقة. أسس زعماء كاناديغا إمبراطورية فيجاياناغارا وكانوا من الرواد العظماء لفن وأدب كانادا.
كتبت لغة الكانادا نقوشًا منذ العام 450 ميلادية. تشمل غالبية الأدب الكانادي قصائد وأطروحات عن الأعمال الدينية. تطغى على العمارة الكانادية القصور والمعابد المنحوتة بالأحجار. إن آثار هابي هي أحد مواقع التراث العالمي لليونسكو. تتمتع موسيقى الكانادا بالغنى والتنوع، فضًلا عن التركيب بين كلاهما.

## التاريخ
وجد أن المستوطنات في كارناتاكا موجودة على الأقل منذ الألفية الثانية قبل الميلاد حسب ما تم الكشف عنه في موقع براهماجيري الأثري بالقرب من منطقة شيترادورجا، وسط ولاية كارناتاكا. كشف استكشاف شاندرافالي عن تفاعل بين الرحالة الرومان والصينيين في نحو القرنين الثاني والثالث قبل الميلاد. تعتبر كل من تالغوندا وهاميدي أقدم نقوش الكانادية المكتشفة حتى اليوم.
كانت اللغة شائعة في وقت ما من نهر كافيري إلى نهر جودافاري كما ذكر في كتاب كانادا الكلاسيكي كافيراجامارغا 850 ميلادية. تظهر الأدلة الأثرية نقوش كانادا التي عثر عليها في الشمال حتى ماديا براديش (نقش كريشنا الثالث) وبيهار. يقدم توسع كارناتاكا رؤى لممالك شمال الهند التي كان منشؤها من دولة كانادا.
كانت الإمبراطوريات والممالك الكبرى، ورأسمالها الإقليمي والملوك الأكثر بروزًا:
- سلالة غانغا الغربية – تالاكادو – دورفينيتا
- سلالة كادامبا الحاكمة – بانافاسي – مايوراشارما
- بادامي شالوكيا – بادامي – بولاكيشين الثانية
- راشتراكوتا - مانياخيتا – أموغافاراشا الأولى
- هويسالا – بيلور وهاليبيدو – فيرا بالالا الثانية
- كايلاني شالوكيا – باسافاكاليانا – فيكراماديتيا الرابعة
- كالاشوري الجنوبية – كالياني – بيجالا الثانية
- إمبراطورية فيجايانياغارا – هامبي – هاكا، بوكا
- كيلادي ناياكا – إكيري – شيفابا ناياكا
- مملكة هاليري – كوداغو – مودوراجا
- مملكة مويسور – شيكا ديفاراجا ووديار

لعبت الأسر الحاكمة الصغيرة دورًا هامًا في بناء كانادا والثقافة والنظام السياسي، شملت تلك الأسر عائلة تشوتوس من بانافاسي (اللي تحمل ولاءً إقطاعيًا لإمبراطورية ساتافاهانا)، وسلالة تولوفا من كانارا، وراتاس من سونداتي (بيلاغوم)، وغوتاس من غوتال (منطقة دارواد)، وباناس من كولار، ونولامباس من نولامبفادي، وفيدمباس، وشينغالفاس، وكونغالفاس، وسيندراكاس من ناغارخاندا (مقاطعة بانافاسي، ويالاهانكا ندابابو كيمبيغودا، وسينداس من ييلوبورغا (بيجبور - غولبارغا)، وكادامبا من هانغال.
إضافة إلى ذلك، كانت الممالك المعروفة الأخرى التي ساندت شعراء كاناديغا ولغة كانادا:
- تشالوكياس الشرقية[17]
- كاكاتيا[17]
- سيونا يادافاس[26]
- شيلاهارا[17]
- كادامباس من غوا[27]